# Пшикопка
Пшикопка (пол. Przykopka, нім. Birkenwalde) — село в Польщі, у гміні Елк Елцького повіту Вармінсько-Мазурського воєводства.
Населення — 162 особи (2011).
У 1975-1998 роках село належало до Сувальського воєводства.

## Демографія
Демографічна структура станом на 31 березня 2011 року:
|          | Загалом | Допрацездатний вік | Працездатний вік | Постпрацездатний вік |
| -------- | ------- | ------------------ | ---------------- | -------------------- |
| Чоловіки | 81      | 21                 | 53               | 7                    |
| Жінки    | 81      | 11                 | 52               | 18                   |
| Разом    | 162     | 32                 | 105              | 25                   |